# Настасіївка (село)
Настасі́ївка — село Андрієво-Іванівської сільської громади у Березівському районі Одеської області, Україна. Населення становить 656 осіб.

## Історія
Під час організованого радянською владою Голодомору 1932—1933 років померло щонайменше 6 жителів села.
6 травня 2015 року єпископ Одеський і Балтський Марк в Настасіївці звершив чин освячення престолу та Божественну літургію у храмі святого великомученика Георгія Побідоносця.
Восени 2016 року село під'єднали до газової мережі. Загальна довжина газогону склала 5,4 км.
Колишній орган місцевого самоуправління — Настасіївська сільська рада.

## Населення
Згідно з переписом УРСР 1989 року чисельність наявного населення села становила 725 осіб, з яких 319 чоловіків та 406 жінок.
За переписом населення України 2001 року в селі мешкала 651 особа.

### Мова
Розподіл населення за рідною мовою за даними перепису 2001 року:
| Мова       | Відсоток |
| ---------- | -------- |
| українська | 92,38 %  |
| вірменська | 4,73 %   |
| російська  | 1,83 %   |
| румунська  | 0,76 %   |
| білоруська | 0,15 %   |